# Munkácsy (cràter)
Munkácsy és un cràter d'impacte en el planeta Mercuri de 193 km de diàmetre. Porta el nom del pintor hongarès Mihály Munkácsy (1844-1900), i el seu nom va ser aprovat per la Unió Astronòmica Internacional el 2009.
Originalment, Munkácsy tenia una estructura de conca de doble anell, però la major part de l'anell interior va ser enterrat quan la conca es va inundada amb lava volcànica. Només unes poques restes de l'anell sobresurten a través de la lava, tot i que crestes baixes en la lava semblen traçar gran part de la resta de la circumferència de l'anell.